# 俺はすけてん
『俺はすけてん』（おれはすけてん）は、1964年4月13日から同年7月20日まで日本テレビ系列局で放送されていた日本テレビ製作のコメディ番組である。カラー放送。参天製薬の一社提供。全15回。放送時間は毎週月曜 19:00 - 19:30 （日本標準時）。

## 概要
ホームドラマだった前番組『現代っ子』から一転してコメディ路線へと転換した番組で、公開形式で行われていた。
人見きよしの初主演作で、内容は人見演じる主人公が行く先々でさまざまな事件に巻き込まれるというもの。山東昭子が共演していたほか、同じく参天製薬提供の『サンテ10人抜きのど自慢』（TBS）で司会を務めていた青空千夜・一夜などがレギュラー出演。第1回では藤田まことと白木みのるがゲスト出演したが、その際に藤田は「鈍念」、白木は「葛かけの時太郎」と、『てなもんや三度笠』（朝日放送）における互いの持ち役交換出演を行った。

## ストーリー
主人公のとん兵衛は相撲取りだったが、無類の大食いのために相撲部屋から追い出されてしまった。そんなとん兵衛は、生活のために「すけてん糖」という飴屋に就職。やがて一本立ちのセールスマンとなって旅回りに出かけるが、彼の行く先々ではさまざまな珍騒動が起きる。

## 出演者
- とん兵衛：人見きよし
- お由美（「すけてん糖」の娘）：山東昭子
- 飴売り：三遊亭金平（後の柳家きん平）
- 玉川良一
- 青空千夜・一夜
- 獅子てんや・瀬戸わんや
- 花菱アチャコ
- まむしの権八：如月寛多
- ほか

## スタッフ
- 脚本：加藤文治 ほか
- 演出：津田昭 ほか